# Rubén Alberto Gómez
Rubén Alberto Gómez (Los Tábanos, 16 de mayo de 1950) es un delincuente y exmilitar argentino. Resultó ser culpable, junto a su cómplice José María Cuenca, de crímenes de lesa humanidad por lo que fue condenado a prisión perpetua y a destitución de su grado militar del Servicio Penitenciario Federal.

## Biografía
Rubén Gómez nació en Los Tábanos, una aldea a 120 km al norte de la ciudad de Vera (provincia de Santa Fe).
Era hijo de Esteban Gómez y de Loisa López.
Durante la dictadura cívico-militar autodenominada «Proceso de Reorganización Nacional» (entre 1976 y 1983), Gómez tuvo bajo su dirección ―junto a José María Cuenca― uno de los centros clandestinos de detención (CCD) ubicado en la Unidad Penal 17, con asiento en Candelaria (en la provincia de Misiones).

### Crímenes
Varias personas que habían sido secuestradas por personal policial y militar ―en el marco de la dictadura cívico-militar (1976-1983)― fueron trasladadas a distintos centros clandestinos de detención. A partir de octubre de 1976, fueron alojadas en calidad de presos políticos en la Unidad 17 «Candelaria» del Servicio Penitenciario Federal, cerca de la ciudad de Candelaria (provincia de Misiones). Días después, durante el período comprendido entre el 17 de noviembre de 1976 al 1 de marzo del 1978, los oficiales penitenciarios Rubén Alberto Gómez y José María Cuenca tuvieron a su cargo la custodia de los secuestrados:
1. Carlos Alberto Bajura
2. Francisco Félix Barrios
3. Hilarión Félix Barrios
4. Alipio Cardozo
5. Esteban Antonio Cartago Lozina
6. Ricardo Horacio Coutuné
7. Ricardo Adolfo Pelito Escobar
8. su hermano Héctor Alfredo Pelo Escobar
9. Aureliano Gauto
10. Mario Julio Gómez
11. Toribio Gómez
12. Jorge Armando González
13. Julio Hippler
14. Florentín Lencinas
15. Néstor Abel Monllor
16. Ricardo Alfredo Ortellado
17. Enrique Igor Peczak
18. Sergio Sobol
19. Augusto Gilberto Speratti y
20. Aníbal Rigoberto Velázquez.

Gómez y Cuenca ―oficiales penitenciarios encargados de su custodia― los sometieron de manera constante y sistemática a tormentos o martirios de diversa índole, que les provocaron grandes secuelas tanto físicas como psíquicas.

### Mencionado en el libro «Nunca más»
El delincuente Rubén Alberto Gómez aparece nombrado en el libro Nunca más como:

Miembro del Servicio Penitenciario Federal Gómez.

### Impunidad
Rubén Gómez fue ―durante largo tiempo― impune por la Ley de Punto Final, promulgada el 24 de diciembre de 1986 por el presidente Raúl Alfonsín.
En 2003, durante el Gobierno de Néstor Kirchner, el Congreso la derogó.

### Condena
El 7 de enero de 2007, Rubén Alberto Gómez fue capturado en Posadas (provincia de Misiones) por Gendarmería Nacional.
El Tribunal Oral en lo Criminal Federal de Posadas determinó que Gómez fue autor de tormentos agravados en por lo menos 18 casos y Cuenca en otros 11.
Finalmente, el martes 30 de junio de 2009, Gómez y su consorte de causa José María Cuenca fueron sentenciados ―en la causa 30/09― a las penas de 20 y 23 años de prisión, respectivamente, por la comisión de delitos de lesa humanidad, llevados a cabo durante la última dictadura militar en el Penal Federal de Candelaria (en la provincia de Misiones).
Ambos exoficiales penitenciarios fueron alojados en uno de los pabellones de la cárcel de Candelaria ―paradójicamente la misma unidad penal donde cometieron sus delitos―.